# Уорд, Харлан
Харлан Уорд (англ. Harlan Warde), имя при рождении Харлан Уорд Лафкин (англ. Harlan Ward Lufkin; 6 ноября 1917 года — 13 марта 1980 года) — американский актёр кино и телевидения 1940—1970-х годов.
За время своей кинокарьеры, охватившей период с 1941 по 1978 год, Уорд сыграл в 93 фильмах, среди которых «Командное решение» (1948), «Он бродил по ночам» (1948), «Источник» (1949), «Асфальтовые джунгли» (1950), «В клетке» (1950), «День, когда остановилась Земля» (1951), «Снайпер» (1952), «Я буду плакать завтра» (1955), «Дух Сент-Луиса» (1957), «Сайонара» (1957) и «Тора! Тора! Тора!» (1970).

## Биография
Харлан Уорд родился 6 ноября 1917 года в Лос-Анджелесе, Калифорния, его имя при рождении — Харлан Уорд Лафкин.

### Карьера в кинематографе
Уорд пришёл в кино в 1941 году, проработав там до конца 1960-х годов. В 1941 году в военной мелодраме с Рэем Милландом «Мне нужны крылья» (1941) Уорд сыграл небольшую роль второго пилота, после чего его карьера прервалась на время Второй мировой войны, в ходе которой он служил в специальных войсках.
По возвращении в кино в 1946 году Уорд сыграл маленькую роль курсанта в шпионской ленте с Аланом Лэддом «Управление стратегических служб» (1946), а год спустя сыграл в двух комедиях — «От судьбы не уйдёшь» (1947) с Джинджер Роджерс и «Солдаты возвращаются домой» (1947) с Эбботтом и Костелло, где был сержантом-медиком. В 1948 году на счету Уорда были роли в десяти фильмах, среди которых фильм нуар «Он бродил по ночам» (1948), где он был полицейским оператором, приключенческий экшн с Джоном Уэйном «Найти „Красную ведьму“» (1948), где он был моряком, занимающимся оборудованием для ныряния, военный экшн с Кларком Гейблом «Командное решение» (1948), где он был офицером, фильм нуар с Диком Пауэллом «До края земли» (1948) и нуарный детектив с Хью Бомонтом «Денежное безумие» (1948). В 1949 году Уорд сыграл в таких престижных фильмах, как послевоенный нуар с Хамфри Богартом «Токийский Джо» (1949), где был лейтенантом, драма с Гэри Купером «Источник» (1949), музыкальная комедия с Дорис Дэй «Это великое чувство» (1949), военная драма с Гэри Купером «Спецотряд» (1949), фильм нуар с Гленном Фордом «Сыщик» (1949), где он был бандитом, фильм нуар с Джорджем Рафтом «Джонни Аллегро» (1949), где он был офицером Береговой охраны, и ещё в шести фильмах.
В 1950 году Уорд появился в девяти фильмах, среди которых фильм нуар со Стерлингом Хейденом «Асфальтовые джунгли» (1950), где у него была небольшая роль репортёра, тюремный нуар с Элинор Паркер «В клетке» (1950), где был доктором, фильм нуар с Ли Джей Коббом «Человек, который обманул себя» (1950) и биографическая драма с Луисом Кэлхерном «Великолепный янки» (1951). Год спустя у Уорда были роли в десяти фильмах, в частности, в фантастической драме «День, когда остановилась Земля» (1951), в военных драмах с Джоном Уэйном «Горящий полёт» (1951) и «Операция „Пасифик“» (1951), в которых он сыграл адъютанта адмирала, шпионский фильм нуар «Я был коммунистом для ФБР» (1951), где Уорд был одним из агентов ФБР, и мелодрама с Рэем Милландом и Джин Тирни «Близко моему сердцу» (1951). Среди шести фильмов Уорда 1952 года было три фильма нуар — «Без предупреждения!» (1952), где он был детективом полиции, «Снайпер» (1952) и «Кредитная акула» (1952) с Джорджем Рафтом, где Уорд снова был лейтенантом полиции. К другим фильмам года относятся биографическая военная драма с Робертом Тейлором «Сначала и потом» (1952), военная драма со Стерлингом Хейденом «Авианосец» (1952) и спортивная драма с Уильямом Холденом «Бутс Мелоун» (1952).
В 1953 году Уорд сыграл детектива в фильме нуар с Эдвардом Г. Робинсоном «Полиция нравов» (1953), офицера полиции — в военной драме с Кирком Дугласом «Жонглёр» (1953) и агента казначейства — в фантастическом фильме «Мозг Донована» (1953). Год спустя Уорд сыграл доктора в фильме нуар «Сети зла» (1954) и агента ФБР в фильме нуар «На трёх тёмных улицах» (1954), а также фотографа в приключенческом экшне «Ад в открытом море» (1954). Уорд снялся в трёх фильмах в 1955 году — он был дежурным офицером в военном экшне «Стратегическое воздушное командование» (1955) с Джеймсом Стюартом, менеджером сцены в биографическом музыкальном фильме с Сьюзен Хейуорд «Я буду плакать завтра» (1955) и капитаном в исторической драме времён Гражданской войны в США «Алый жакет» (1955). В 1956 году Уорд получил роли в двух фильмах нуар — «Джулия» (1956) с Дорис Дэй, где был детективом, и «Крик в ночи» (1956) с Эдмондом О’Брайеном, где был сержантом полиции.
В 1957 году Уорд сыграл в семи фильмах, включая мелодраму «Сайонара» (1957) с Марлоном Брандо, фантастический хоррор «Монстр, который бросил вызов миру» (1957), биографическую драму о Чарльзе Линдберге «Дух Сент-Луиса» (1957) с Джеймсом Стюартом, военную биографическую драму с Джоном Уэйном «Крылья орлов» (1957) и фильм нуар «Секреты Чикаго» (1957), где Уорд исполнил роль лейтенанта полиции. Уорд был оперативным сотрудником в нуарном триллере «Крик ужаса» (1958), другими его картинами были драма «Жаркий сезон» (1958), а также приключенческие фильмы «Флибустьер» (1958) с Юлом Бриннером и «Палубы стали красными» (1958) с Джеймсом Мейсоном. В 1959 году Уорд сыграл в двух комедиях с Гленном Фордом и Дебби Рейнольдс — «Садовая беседка» (1959) и «Всё началось с поцелуя» (1959).
В первой половине 1960-х годов Уорд играл преимущественно в комедиях, среди которых «Этюд в тонах страха» (1961), «Горизонтальный лейтенант» (1962), «Деликатное состояние папы» (1963), «Хороший сосед Сэм» (1964), «Продвижение в тыл» (1964) и «Билли» (1965). Во второй половине 1960-х годов Уорд сыграл в вестерне «Происшествие у Фантом-Хилл» (1966), комедии с Бобом Хоупом «Боже, я ошиблась номером» (1966) и комедии с Джерри Льюисом «Попался на удочку» (1969). Последней значимой картиной, в которой появился Уорд, была военная драма «Тора! Тора! Тора!» (1970). Восемь лет спустя Уорд снялся в приключенческой комедии «Лето в поисках „Корвета“» (1978), которая стала его последней работой в кино.

### Карьера на телевидении
За период с 1952 по 1979 год Уорд сыграл на телевидении в 223 эпизодах 110 различных сериалов, большинство из которых были вестернами. Среди наиболее заметных работ Уорда на телевидении — роль второго плана президента местного банка Джона Хэмилтона в вестерн-сериале «Стрелок» (1958—1962, 18 эпизодов) и роль шерифа Брэннана в четвёртом сезоне сериала «Виргинец» (1965—1966, 6 эпизодов). Он также сыграл целый спектр персонажей в сериале «Бонанза» (1962—1972, 8 эпизодов), включая констебля, обвинителя, окружного прокурора и адвоката. Кроме того, у Уорда были различные роли в пяти эпизодах сериала «Перри Мейсон» (1958—1966), в четырёх эпизодах сериала «Лесси» (1959—1964), одиннадцати эпизодах сериала «Большая долина» (1965—1969), трёх эпизодах сериала «Беглец» (1966—1967) и шести эпизодах сериала «ФБР» (1966—1971). В 1970-е годы Уорд работал очень мало, завершив карьеру в 1979 году гостевой ролью в детективном сериале «Досье детектива Рокфорда».

## Актёрское амплуа и оценка творчества
Харлан Уорд был актёром широкого профиля. Он часто играл молодых людей в форме, а позднее стал играть роли второго плана в качестве детективов, врачей и священников.

## Личная жизнь
Уорд был женат дважды. В 1949 году он женился на Кэролайн Френсис Шервуд, у них был один ребёнок. Брак закончился разводом в 1957 году. В 1958 году Уорд женился на Барбаре Грейс Уиттакер. Детей у них не было. Брак закончился разводом в 1963 году.

## Смерть
Харлан Уорд умер 13 марта 1980 года в Лос-Анджелесе в возрасте 62 лет.

## Фильмография
| Год         |    | Русское название                        | Оригинальное название                    | Роль                                                    |
| ----------- | -- | --------------------------------------- | ---------------------------------------- | ------------------------------------------------------- |
| 1941        | ф  | Мне нужны крылья                        | I Wanted Wings                           | Монтгомери, второй пилот (в титрах не указан)           |
| 1946        | ф  | Управление стратегических служб         | O.S.S.                                   | курсант (в титрах не указан)                            |
| 1947        | ф  | Солдаты возвращаются домой              | Buck Privates Come Home                  | сержант-медик (в титрах не указан)                      |
| 1947        | ф  | От судьбы не уйдёшь                     | It Had to Be You                         | Атертон Хантли III (в титрах не указан)                 |
| 1948        | ф  | Денежное безумие                        | Money Madness                            | Дональд Харпер                                          |
| 1948        | ф  | Леди в полночь                          | Lady at Midnight                         | Росс Атертон                                            |
| 1948        | ф  | До края земли                           | To the Ends of the Earth                 | Гарри Хардт (в титрах не указан)                        |
| 1948        | ф  | С тобой на острове                      | On an Island with You                    | лейтенант-коммандер (в титрах не указан)                |
| 1948        | ф  | Сыновья приключений                     | Sons of Adventure                        | Арт, режиссёр по кастингу (в титрах не указан)          |
| 1948        | ф  | Ночной ветер                            | Night Wind                               | полковник (в титрах не указан)                          |
| 1948        | ф  | Графиня Монте-Кристо                    | The Countess of Monte Cristo             | студент (в титрах не указан)                            |
| 1948        | ф  | Он бродил по ночам                      | He Walked by Night                       | полицейский диспетчер (в титрах не указан)              |
| 1948        | ф  | Командное решение                       | Command Decision                         | офицер по контролю (в титрах не указан)                 |
| 1948        | ф  | Найти «Красную ведьму»                  | Wake of the Red Witch                    | моряк, занимающийся погружением (в титрах не указан)    |
| 1949        | ф  | Досье-649                               | State Department: File 649               | отец Морс                                               |
| 1949        | ф  | Спецотряд                               | Task Force                               | Тимми Кисселл                                           |
| 1949        | ф  | Начальник тюрьмы                        | Prison Warden                            | Альберт Гарднер                                         |
| 1949        | ф  | Флэкси Мартин                           | Flaxy Martin                             | Макклейн (в титрах не указан)                           |
| 1949        | ф  | Сыщик                                   | The Undercover Man                       | бандит (в титрах не указан)                             |
| 1949        | ф  | Убийство                                | Homicide                                 | бармен (в титрах не указан)                             |
| 1949        | ф  | Джонни Аллегро                          | Johnny Allegro                           | офицер Береговой охраны (в титрах не указан)            |
| 1949        | ф  | Источник                                | The Fountainhead                         | молодой человек (в титрах не указан)                    |
| 1949        | ф  | Это великое чувство                     | It's a Great Feeling                     | рекламщик (в титрах не указан)                          |
| 1949        | ф  | Доктор и девушка                        | The Doctor and the Girl                  | анестезиолог (в титрах не указан)                       |
| 1949        | ф  | Токийский Джо                           | Tokyo Joe                                | лейтенант в аэропорту (в титрах не указан)              |
| 1949        | ф  | Скажи это судье                         | Tell It to the Judge                     | Джо, партнёр Пита (в титрах не указан)                  |
| 1950        | ф  | Дэвид Хардинг, контрразведчик           | David Harding, Counterspy                | Хопкинс                                                 |
| 1950        | ф  | Человек, который обманул себя           | The Man Who Cheated Himself              | Говард Фрейзер                                          |
| 1950        | ф  | Когда Вилли возвращался домой           | When Willie Comes Marching Home          | капитан С. Роббинс (в титрах не указан)                 |
| 1950        | ф  | Не надо грустных песен для меня         | No Sad Songs for Me                      | Ли Корбетт (в титрах не указан)                         |
| 1950        | ф  | Таможенный агент                        | Customs Agent                            | агент Перри (в титрах не указан)                        |
| 1950        | ф  | В клетке                                | Caged                                    | доктор Эштон (в титрах не указан)                       |
| 1950        | ф  | Асфальтовые джунгли                     | The Asphalt Jungle                       | репортёр (в титрах не указан)                           |
| 1950        | ф  | Великолепный янки                       | The Magnificent Yankee                   | Нортон, секретарь (в титрах не указан)                  |
| 1950        | ф  | Летящая ракета                          | The Flying Missile                       | лейтенант-коммандер (в титрах не указан)                |
| 1951        | ф  | Её первый роман                         | Her First Romance                        | Пол Пауэрс                                              |
| 1951        | ф  | Операция «Пасифик»                      | Operation Pacific                        | Дик, помощник адмирала (в титрах не указан)             |
| 1951        | ф  | Три парня по имени Майк                 | Three Guys Named Mike                    | метеоролог Хокинс (в титрах не указан)                  |
| 1951        | ф  | Вперёд                                  | Up Front                                 | лейтенант Майерс (в титрах не указан)                   |
| 1951        | ф  | Я был коммунистом для ФБР               | I Was a Communist for the FBI            | агент ФБР (в титрах не указан)                          |
| 1951        | ф  | Золото контрабандиста                   | Smuggler's Gold                          | Джордж Брюстер (в титрах не указан)                     |
| 1951        | ф  | Криминальный адвокат                    | Criminal Lawyer                          | Байрон Клеймор (в титрах не указан)                     |
| 1951        | ф  | Горящий полет                           | Flying Leathernecks                      | помощник адмирала (в титрах не указан)                  |
| 1951        | ф  | День, когда остановилась Земля          | The Day the Earth Stood Still            | Карлсон (в титрах не указан)                            |
| 1951        | ф  | Близко моему сердцу                     | Close to My Heart                        | отец в машине (в титрах не указан)                      |
| 1951        | с  | Живой Христос                           | The Living Christ Series                 | фарисей (4 эпизода)                                     |
| 1952        | ф  | Без предупреждения!                     | Without Warning!                         | детектив полиции, сержант Дон Уорд                      |
| 1952        | ф  | Секретная операция                      | Operation Secret                         | майор Доусон                                            |
| 1952        | ф  | Сначала и потом                         | Above and Beyond                         | капеллан Дауни                                          |
| 1952        | ф  | Бутс Мелоун                             | Boots Malone                             | частный следователь (в титрах не указан)                |
| 1952        | ф  | Кредитная акула                         | Loan Shark                               | лейтенант полиции Уайт (в титрах не указан)             |
| 1952        | ф  | Снайпер                                 | The Sniper                               | мистер Харпер (в титрах не указан)                      |
| 1952        | ф  | Авианосец                               | Flat Top                                 | старший офицер (в титрах не указан)                     |
| 1952        | с  | Одинокий рейнджер                       | The Lone Ranger                          | Джефф Уолен (1 эпизод)                                  |
| 1952        | с  | Отдача                                  | Rebound                                  | разные роли (2 эпизода)                                 |
| 1953        | ф  | Полиция нравов                          | Vice Squad                               | детектив Лейси                                          |
| 1953        | ф  | Мозг Донована                           | Donovan's Brain                          | агент казначейства Брук                                 |
| 1953        | ф  | Жонглер                                 | The Juggler                              | полицейский чиновник (в титрах не указан)               |
| 1953        | с  | Большой город                           | Big Town                                 | доктор Чарльз Копак (1 эпизод)                          |
| 1953        | с  | Отряд по борьбе с преступностью         | Racket Squad                             | доктор (1 эпизод)                                       |
| 1953—1955   | с  | Телевизионный театр «Форда»             | The Ford Television Theatre              | разные роли (2 эпизода)                                 |
| 1953 —1956  | с  | Вы – там                                | You Are There                            | разные роли (7 эпизодов)                                |
| 1953— 1956  | с  | Кавалькада Америки                      | Cavalcade of America                     | разные роли (6 эпизодов)                                |
| 1954        | ф  | На трёх тёмных улицах                   | Down Three Dark Streets                  | агент ФБР Грег Баркер                                   |
| 1954        | ф  | Ад в открытом море                      | Hell and High Water                      | фотограф (в титрах не указан)                           |
| 1954        | ф  | Сети зла                                | Dragnet                                  | доктор (в титрах не указан)                             |
| 1954        | ф  | Афина                                   | Athena                                   | режиссёр телешоу (в титрах не указан)                   |
| 1954        | с  | Порт                                    | Waterfront                               | мичман (1 эпизод)                                       |
| 1954        | с  | Театр «Дженерал Электрик»               | General Electric Theater                 | (1 эпизод)                                              |
| 1954        | с  | Театр «Пепси-Колы»                      | The Pepsi-Cola Playhouse                 | (1 эпизод)                                              |
| 1954        | с  | Облава                                  | Dragnet                                  | разные роли (5 эпизодов)                                |
| 1954        | с  | Мистер и миссис Норт                    | Mr. & Mrs. North                         | Адамс (1 эпизод)                                        |
| 1954        | с  | Я живу тремя жизнями                    | I Led 3 Lives                            | Товарищ Дейв (2 эпизода)                                |
| 1954        | с  | Приключения Сокола                      | Adventures of the Falcon                 | Харрисон (1 эпизод)                                     |
| 1954        | с  | Хопалонг Кэссиди                        | Hopalong Cassidy                         | доктор Гленн Скотт (1 эпизод)                           |
| 1954— 1955  | с  | Театр звезд «Шлитц»                     | Schlitz Playhouse of Stars               | разные роли (3 эпизода)                                 |
| 1954—1955   | с  | Опознание                               | The Lineup                               | разные роли (2 эпизода)                                 |
| 1954—1957   | с  | Студия 57                               | Studio 57                                | разные роли (3 эпизода)                                 |
| 1955        | ф  | Стратегическое воздушное командование   | Strategic Air Command                    | дежурный офицер (в титрах не указан)                    |
| 1955        | ф  | Алый жакет                              | The Scarlet Coat                         | капитан (в титрах не указан)                            |
| 1955        | ф  | Я буду плакать завтра                   | I'll Cry Tomorrow                        | менеджер сцены (в титрах не указан)                     |
| 1955        | с  | Сцена 7                                 | Stage 7                                  | окружной прокурор Роджерс (1 эпизод)                    |
| 1955        | с  | Общественный защитник                   | Public Defender                          | разные роли (2 эпизода)                                 |
| 1955        | с  | Паспорт опасности                       | Passport to Danger                       | агент Браун (1 эпизод)                                  |
| 1955        | с  | Человек со значком                      | The Man Behind the Badge                 | разные роли (2 эпизода)                                 |
| 1955        | с  | Агенты Казначейства в действии          | Treasury Men in Action                   | агент Кермит (1 эпизод)                                 |
| 1955        | с  | «Ридерс Дайджест» на ТВ                 | TV Reader's Digest                       | разные роли (2 эпизода)                                 |
| 1955 —1957  | с  | Театр Джейн Уаймен                      | Jane Wyman Presents The Fireside Theatre | разные роли (3 эпизода)                                 |
| 1955 —1958  | с  | Ярость                                  | Fury                                     | разные роли (5 эпизодов)                                |
| 1955— 1960  | с  | Миллионер                               | The Millionaire                          | разные роли (3 эпизода)                                 |
| 1956        | ф  | Джулия                                  | Julie                                    | детектив Поуп                                           |
| 1956        | ф  | Крик в ночи                             | A Cry in the Night                       | сержант полиции Вик Огилви (в титрах не указан)         |
| 1956        | с  | Театр научной фантастики                | Science Fiction Theatre                  | разные роли (2 эпизода)                                 |
| 1956        | с  | Программа Джека Бенни                   | The Jack Benny Program                   | адвокат (1 эпизод)                                      |
| 1956—1957   | с  | Телефонное время                        | Telephone Time                           | разные роли (2 эпизода)                                 |
| 1957        | ф  | Последний из негодяев                   | Last of the Badmen                       | Грин                                                    |
| 1957        | ф  | Монстр, который бросил вызов миру       | The Monster That Challenged the World    | лейтенант Роберт «Клем» Клеменс                         |
| 1957        | ф  | Крылья орлов                            | The Wings of Eagles                      | старший офицер (в титрах не указан)                     |
| 1957        | ф  | Дух Сент-Луиса                          | The Spirit of St. Louis                  | Бодекер (в титрах не указан)                            |
| 1957        | ф  | Красавчик Джеймс                        | Beau James                               | репортёр (в титрах не указан)                           |
| 1957        | ф  | Секреты Чикаго                          | Chicago Confidential                     | лейтенант Трейнор (в титрах не указан)                  |
| 1957        | ф  | Бомбардировщики Б-52                    | Bombers B-52                             | полковник Джон Бейкер (в титрах не указан)              |
| 1957        | ф  | Сайонара                                | Sayonara                                 | консул (в титрах не указан)                             |
| 1957        | с  | Дневной сеанс                           | Matinee Theatre                          | (1 эпизод)                                              |
| 1957        | с  | Тихая служба                            | The Silent Service                       | подполковник Артур Уилсон (1 эпизод)                    |
| 1957        | с  | Шугарфут                                | Sugarfoot                                | Дэн Кольт (1 эпизод)                                    |
| 1957        | с  | Кольт 45-го калибра                     | Colt .45                                 | шериф Дэн Кроуфорд (1 эпизод)                           |
| 1957        | с  | Код 3                                   | Code 3                                   | сержант Клайд Горман (1 эпизод)                         |
| 1957        | с  | Военно-морской журнал                   | Navy Log                                 | Гастингс (1 эпизод)                                     |
| 1957        | с  | Доктор Кристиан                         | Dr. Christian                            | Бейкер (1 эпизод)                                       |
| 1957—1959   | с  | Команда М                               | M Squad                                  | разные роли (2 эпизода)                                 |
| 1958        | ф  | Крик ужаса                              | Cry Terror!                              | Берт, оперативник                                       |
| 1958        | ф  | Жаркий сезон                            | Hot Spell                                | Гарри                                                   |
| 1958        | ф  | Палубы стали красными                   | The Decks Ran Red                        | Вик                                                     |
| 1958        | ф  | Флибустьер                              | The Buccaneer                            | морской помощник Паттерсона                             |
| 1958        | с  | Театр «Алкоа»                           | Alcoa Theatre                            | сержант Хёрли (1 эпизод)                                |
| 1958        | с  | Рейс                                    | Flight                                   | (1 эпизод)                                              |
| 1958        | с  | Священные писания Ветхого Завета        | The Old Testament Scriptures             | фараон (1 эпизод)                                       |
| 1958        | с  | Полицейский штата                       | State Trooper                            | Том Шигало (1 эпизод)                                   |
| 1958—1961   | с  | Жизнь и житие Уайатта Эрпа              | The Life and Legend of Wyatt Earp        | разные роли (2 эпизода)                                 |
| 1958—1962   | с  | Стрелок                                 | The Rifleman                             | Джон Хэмилтон (18 эпизодов)                             |
| 1958— 1963  | с  | Сансет-Стрип, 77                        | 77 Sunset Strip                          | разные роли (3 эпизода)                                 |
| 1958 —1966  | с  | Перри Мейсон                            | Perry Mason                              | разные роли (5 эпизодов)                                |
| 1959        | ф  | Садовая беседка                         | The Gazebo                               |                                                         |
| 1959        | ф  | Все началось с поцелуя                  | It Started with a Kiss                   | майор ВВС (в титрах не указан)                          |
| 1959        | с  | Суровые всадники                        | The Rough Riders                         | Джпред Спенглер (1 эпизод)                              |
| 1959        | с  | Калифорнийцы                            | The Californians                         | Лес Лейн (1 эпизод)                                     |
| 1959        | с  | Театр «Goodyear»                        | Goodyear Theatre                         | майор Дойл Рейнольдс (1 эпизод)                         |
| 1959        | с  | Человек с камерой                       | Man with a Camera                        | Джон Батлер (1 эпизод)                                  |
| 1959        | с  | Семья Фишеров                           | The Fisher Family                        | Стив (1 эпизод)                                         |
| 1959        | с  | Стив Кэньон                             | Steve Canyon                             | майор Грант (1 эпизод)                                  |
| 1959        | с  | Спасатели 8                             | Rescue 8                                 | Джим Таггерт (1 эпизод)                                 |
| 1959—1960   | с  | Не для проката                          | Not for Hire                             | разные роли (2 эпизода)                                 |
| 1959 —1961  | с  | Морская охота                           | Sea Hunt                                 | разные роли (2 эпизода)                                 |
| 1959—1961   | с  | Сажать в тюрьму                         | Lock Up                                  | разные роли (2 эпизода)                                 |
| 1959—1964   | с  | Лесси                                   | Lassie                                   | разные роли (4 эпизода)                                 |
| 1960        | с  | Неприкасаемые                           | The Untouchables                         | офицер полиции (1 эпизод)                               |
| 1960        | с  | Мистер Счастливчик                      | Mr. Lucky                                | доктор Адамс (1 эпизод)                                 |
| 1960        | с  | Разыскивается живым или мёртвым         | Wanted: Dead or Alive                    | Эд Шоу (1 эпизод)                                       |
| 1960        | с  | Шаг за грань                            | One Step Beyond                          | коммандер Филлипс (1 эпизод)                            |
| 1960—1963   | с  | Три моих сына                           | My Three Sons                            | разные роли (2 эпизода)                                 |
| 1961        | ф  | Этюд в тонах страха                     | Cry for Happy                            | капеллан                                                |
| 1961        | с  | Братья Браннаган                        | The Brothers Brannagan                   | сержант Бауэрс (1 эпизод)                               |
| 1961—1962   | с  | 87-й полицейский участок                | 87th Precinct                            | доктор Дэниелс (3 эпизода)                              |
| 1961—1970   | с  | Дни в Долине Смерти                     | Death Valley Days                        | разные роли (2 эпизода)                                 |
| 1962        | ф  | Общественное дело                       | A Public Affair                          | Герберт                                                 |
| 1962        | ф  | Горизонтальный лейтенант                | The Horizontal Lieutenant                | доктор (в титрах не указан)                             |
| 1962        | ф  | Инцидент в переулке                     | Incident in an Alley                     | Эд, ассистент окружного прокурора (в титрах не указан)  |
| 1962        | с  | Сотня Кейна                             | Cain's Hundred                           | Джером Вон (1 эпизод)                                   |
| 1962        | с  | Предоставьте это Биверу                 | Leave It to Beaver                       | мистер Томпсон (1 эпизод)                               |
| 1962        | с  | Премьера «Алкоа»                        | Alcoa Premiere                           | Уокер (1 эпизод)                                        |
| 1962        | с  | Сэм Бенедикт                            | Sam Benedict                             | судья Мэтт Дьюи (1 эпизод)                              |
| 1962        | с  | Детективы                               | The Detectives                           | Париелла (1 эпизод)                                     |
| 1962—1963   | с  | Реальные истории от «Дженерал Электрик» | G.E. True                                | разные роли (2 эпизода)                                 |
| 1962— 1972  | с  | Бонанза                                 | Bonanza                                  | разные роли (8 эпизодов)                                |
| 1963        | ф  | Деликатное состояние папы               | Papa's Delicate Condition                | Отец Элкинс (в титрах не указан)                        |
| 1963        | с  | Флот Макхейла                           | McHale's Navy                            | коммандер Макинтайр (1 эпизод)                          |
| 1963        | с  | Арест и судебное разбирательство        | Arrest and Trial                         | Фил Корман (1 эпизод)                                   |
| 1963        | с  | Ларами                                  | Laramie                                  | Мэтт Кристи (1 эпизод)                                  |
| 1963        | с  | Караван повозок                         | Wagon Train                              | доктор Хейнс (1 эпизод)                                 |
| 1963        | с  | Сыромятная плеть                        | Rawhide                                  | Симс (1 эпизод)                                         |
| 1963        | с  | Дакоты                                  | The Dakotas                              | Клод Деус (1 эпизод)                                    |
| 1963        | с  | Галантные мужчины                       | The Gallant Men                          | майор Макгоуэн (1 эпизод)                               |
| 1963 — 1965 | с  | Шоу Энди Гриффита                       | The Andy Griffith Show                   | разные роли (2 эпизода)                                 |
| 1963 —1966  | с  | Виргинец                                | The Virginian                            | разные роли (7 эпизодов)                                |
| 1964        | тф | Смотри, как они бегут                   | See How They Run                         | Мэнли                                                   |
| 1964        | ф  | Наступление в тыл                       | Advance to the Rear                      | майор Хейуорд (в титрах не указан)                      |
| 1964        | ф  | Хороший сосед Сэм                       | Good Neighbor Sam                        | мистер Андерсон, адвокат (в титрах не указан)           |
| 1965        | ф  | Билли                                   | Billie                                   | доктор Холл                                             |
| 1965        | ф  | Зебра на кухне                          | Zebra in the Kitchen                     | дядя Трэвис (в титрах не указан)                        |
| 1965        | с  | Театр саспенса «Крафт»                  | Kraft Suspense Theatre                   | полковник (1 эпизод)                                    |
| 1965        | с  | Люди Слэттери                           | Slattery's People                        | доктор Грегори (1 эпизод)                               |
| 1965        | с  | Дикий дикий запад                       | The Wild Wild West                       | Фокс (1 эпизод)                                         |
| 1965        | с  | Человек по имени Шенандоа               | A Man Called Shenandoah                  | шериф (1 эпизод)                                        |
| 1965 —1969  | с  | Большая долина                          | The Big Valley                           | разные роли (11 эпизодов)                               |
| 1966        | ф  | Происшествие у Фантом-Хилл              | Incident at Phantom Hill                 | (в титрах не указан)                                    |
| 1966        | ф  | Боже, я ошиблась номером                | Boy, Did I Get a Wrong Number!           | ведущий новостей (в титрах не указан)                   |
| 1966        | с  | Дорога на запад                         | The Road West                            | капитан Линдстрём (1 эпизод)                            |
| 1966        | с  | Пожалуйста, не ешьте ромашки            | Please Don't Eat the Daisies             | Пит Хайд (1 эпизод)                                     |
| 1966        | с  | Я шпион                                 | I Spy                                    | Джо (1 эпизод)                                          |
| 1966        | с  | Иерихон                                 | Jericho                                  | генерал (1 эпизод)                                      |
| 1966—1967   | с  | Беглец                                  | The Fugitive                             | разные роли (3 эпизода)                                 |
| 1966 —1971  | с  | ФБР                                     | The F.B.I.                               | разные роли (6 эпизодов)                                |
| 1967        | ф  | Езда к дереву висельника                | Ride to Hangman's Tree                   | Браун (в титрах не указан)                              |
| 1967        | с  | Стальной жеребец                        | Iron Horse                               | разные роли (2 эпизода)                                 |
| 1967        | с  | Облава 1967                             | Dragnet 1967                             | разные роли (2 эпизода)                                 |
| 1967        | с  | Захватчики                              | The Invaders                             | Эд Питерсон (1 эпизод)                                  |
| 1968        | с  | Мэнникс                                 | Mannix                                   | коронер (1 эпизод)                                      |
| 1969        | тф | Облава 1966                             | Dragnet 1966                             | офицер Уилкинс (в титрах не указан)                     |
| 1969        | ф  | Попался на удочку                       | Hook, Line and Sinker                    | окружной прокурор (в титрах не указан)                  |
| 1969        | с  | Высокий кустарник                       | The High Chaparral                       | горожанин (1 эпизод)                                    |
| 1969        | с  | Изгои                                   | Outcasts                                 | Джед (1 эпизод)                                         |
| 1970        | тф | Водолеи                                 | The Aquarians                            | второй репортёр                                         |
| 1970        | ф  | Тора! Тора! Тора!                       | Tora! Tora! Tora!                        | бригадный генерал Леонард Т. Героу (в титрах не указан) |
| 1970        | с  | Дэниел Бун                              | Daniel Boone                             | Николас Бёрнс (1 эпизода)                               |
| 1970—1971   | с  | Отряд «Стиляги»                         | The Mod Squad                            | разные роли (2 эпизода)                                 |
| 1971        | тф | Коломбо: Выкуп за мертвеца              | Columbo: Ransom for a Dead Man           | Пол Уильямс                                             |
| 1971        | с  | Дэн Огэст                               | Dan August                               | (1 эпизод)                                              |
| 1971        | с  | Оуэн Маршалл, адвокат                   | Owen Marshall, Counselor at Law          | судья (1 эпизод)                                        |
| 1972        | с  | Дни нашей жизни                         | Days of Our Lives                        | доктор Марк Ларсон (2 эпизода)                          |
| 1974        | с  | Айронсайд                               | Ironside                                 | судья (1 эпизод)                                        |
| 1974        | с  | Новобранцы                              | The Rookies                              | Хаммел (1 эпизод)                                       |
| 1975        | с  | Секреты Исиды                           | Isis                                     | директор зоопарка (1 эпизод)                            |
| 1978        | ф  | Лето в поисках «Корвета»                | Corvette Summer                          | лейтенант полиции Лас-Вегаса                            |
| 1979        | с  | Досье детектива Рокфорда                | The Rockford Files                       | Иван Грандж (1 эпизод)                                  |